# Elisabeth de Haulteterre
Elisabeth de Haulteterre, född okänt år, död efter 1768, var en fransk kompositör. Hon var även konsertviolonist. 

## Verk
- Requil de chansons
- Deuxieme recueil d'airs choisis
- Premier livre de sonates for violin and continuo, 1740